# 哥斯大黎加莖鱂
哥斯大黎加莖鱂為輻鰭魚綱鯉齒目鯉齒亞目花鳉科的其中一種，分布於中美洲哥斯大黎加San Juan河上游流域，體長可達2.5公分，棲息在水流緩慢、泥底質的溪流、沼澤，成小群活動，屬雜食性，以矽藻、昆蟲幼蟲及有機碎屑為食。

## 擴展閱讀
維基物種上的相關：哥斯大黎加莖鱂